# Ultravioleta (filme)
Ultraviolet (bra/prt: Ultravioleta) é um filme norte-americano dirigido por Kurt Wimmer e protagonizado por Milla Jovovich lançado em 2006. 

## Sinopse
A história fala de uma mulher chamada Violet (Milla Jovovich) que vive no futuro, em um mundo em que todas as doenças foram erradicadas — excepto uma chamada "hematofagia". Violet possui tal doença e depois de se disfarçar de mensageira para pegar uma arma do Governo numa maleta, o qual poderia acabar com todos os hematófagos do planeta, descobre que a maleta continha um garoto possuidor de um antivírus poderoso. Ela então passa a enfrentar o governo para proteger o garoto já que, antes de ser um "vampiro" (termo dado aos hematófagos por terem caninos pontudos), perdera um bebê. Nessa história, Garth seu amigo, a ajuda lhe fornecendo armas e equipamentos para lutar com os que a querem morta.

## Elenco
- Milla Jovovich (Violet)
- Cameron Bright (Seis)
- Nick Chilund (Daxus)
- William Fichtner (Garth)
- Sebastian Andrieu (Nerva)
- Chris Garner (Luthor)
- Ida Martin (Violet - Jovem)
- Ricardo Mamood (Marido de Violet)
- Steven Calcote (Daxus - Jovem)
- Clay Cullen

## Recepção
No site agregador de críticas Rotten Tomatoes, 9% das 77 resenhas dos críticos são positivas.

## Produção
A produção do filme começou no inicio de Fevereiro de 2004 e foi gravado em diversas cidades da China, a maior parte em Hong Kong e Shangai. A produção foi finalizada em Junho do mesmo ano e o filme todo foi gravado digitalmente em alta definição usando máquinas de filmar da marca Sony mais precisamente a HDW-F900.
Em 2005 foi lançado um trailer do filme na internet mas ficou por pouco tempo no ar, pois o director Kurt Wimmer queria manter a história em segredo. Finalmente em Janeiro de 2006 foi lançado o trailer oficial do filme.